# كوروت-4b
COROT-4b (المعروف سابقا باسم COROT-Exo-4b) هو كوكب خارج المجموعة الشمسية يدور حول النجم COROT-4 في إتجاة كوكبة وحيد القرن. ويعتقد أن الكوكب مدار متزامن مع دوران النجم. اكتشف COROT-4b باستخدام طريقة العبور من قبل بعثة كوروت الفرنسية في 2008.